# Otroeopsis virescens
Otroeopsis virescens är en skalbaggsart som först beskrevs av Francis Polkinghorne Pascoe 1866.  Otroeopsis virescens ingår i släktet Otroeopsis och familjen långhorningar. Inga underarter finns listade i Catalogue of Life.